# Garrí

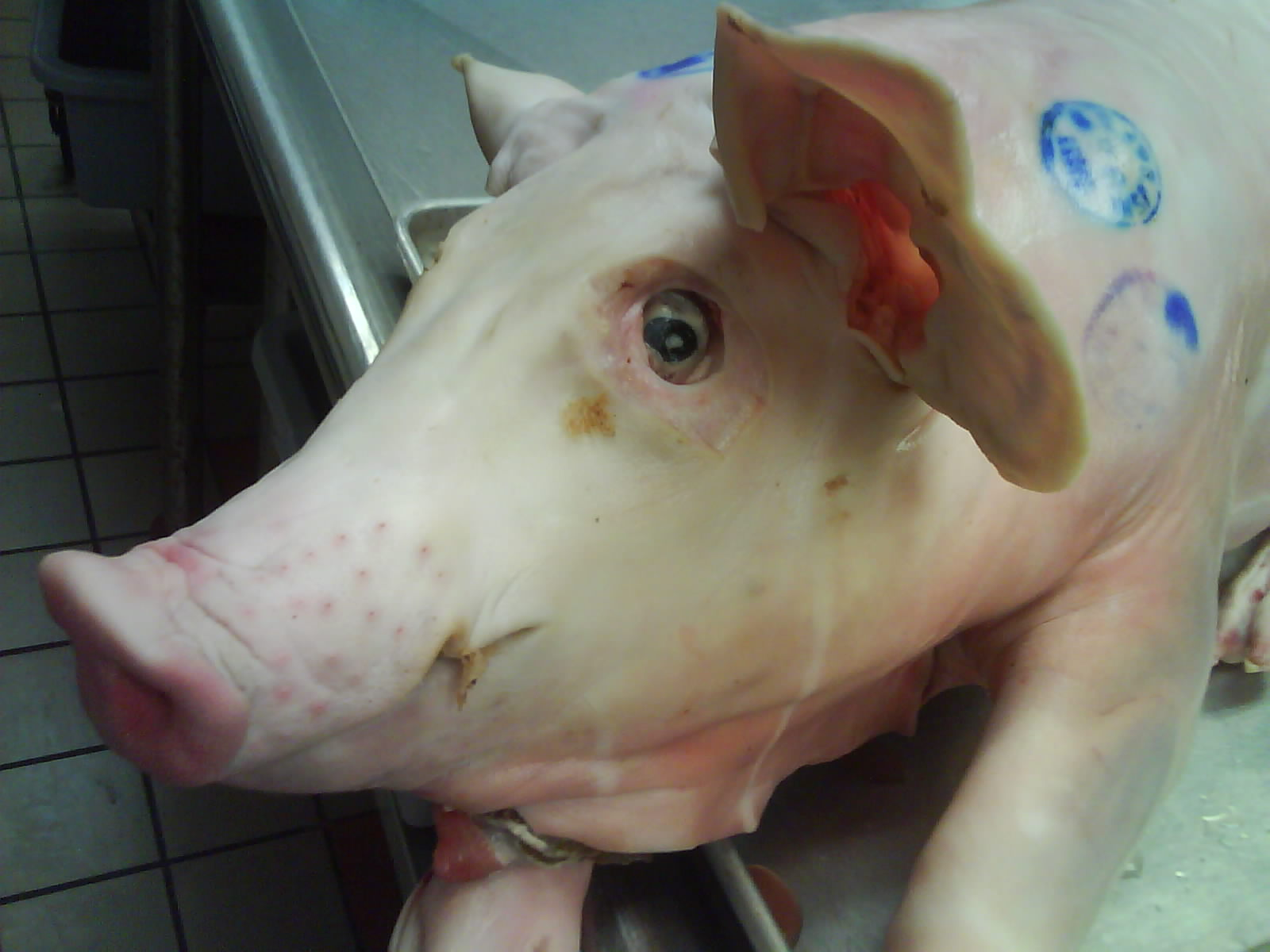
Un garrí abans de ser rostit per a consum humà.

Un garrí o porcell és un porc que mama de la seva mare. En contextos culinaris, un garrí és sacrificat entre les dues i les sis primeres setmanes. Tradicionalment es cuina sencer, sovint a la torrefacció; en diverses cuines. Se sol preparar per a ocasions i reunions especials.
La carn del garrí és pàl·lida i tendra i la pell cuita és cruixent, per tant es pot utilitzar per a fer llardons. La textura de la carn pot ser una mica gelatinosa per la quantitat de col·lagen que hi ha en un porc jove.